# Keilblatt-Steinbrech
Der Keilblatt-Steinbrech (Saxifraga cuneifolia), auch Keilblättriger Steinbrech genannt, ist eine Pflanzenart aus der Gattung Dickblatt (Crassula) innerhalb der Familie der Dickblattgewächse (Crassulaceae). Sie gedeiht in den Gebirgen Europas.

## Beschreibung

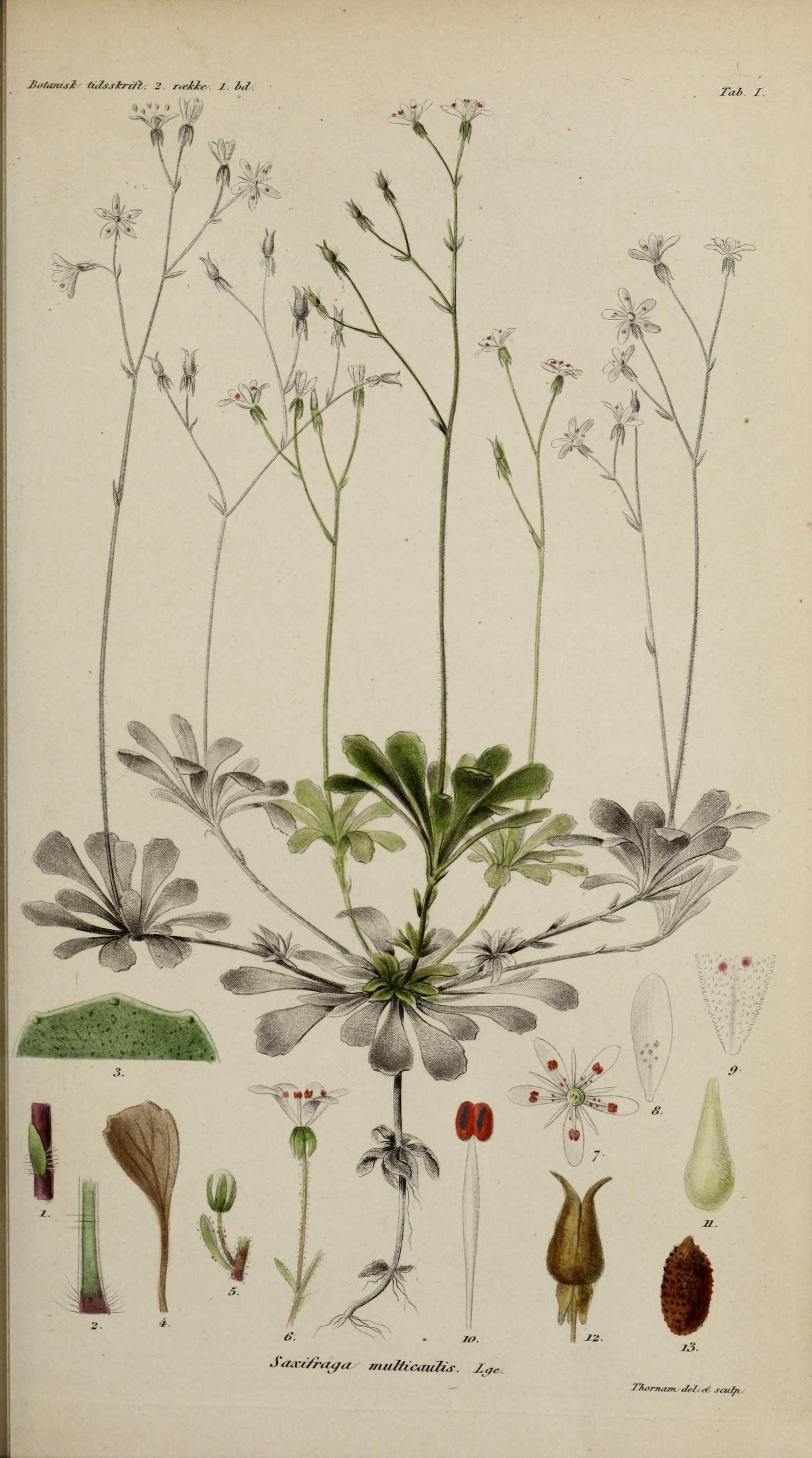
Illustration aus Botanisk tidsskrift ..., 1872

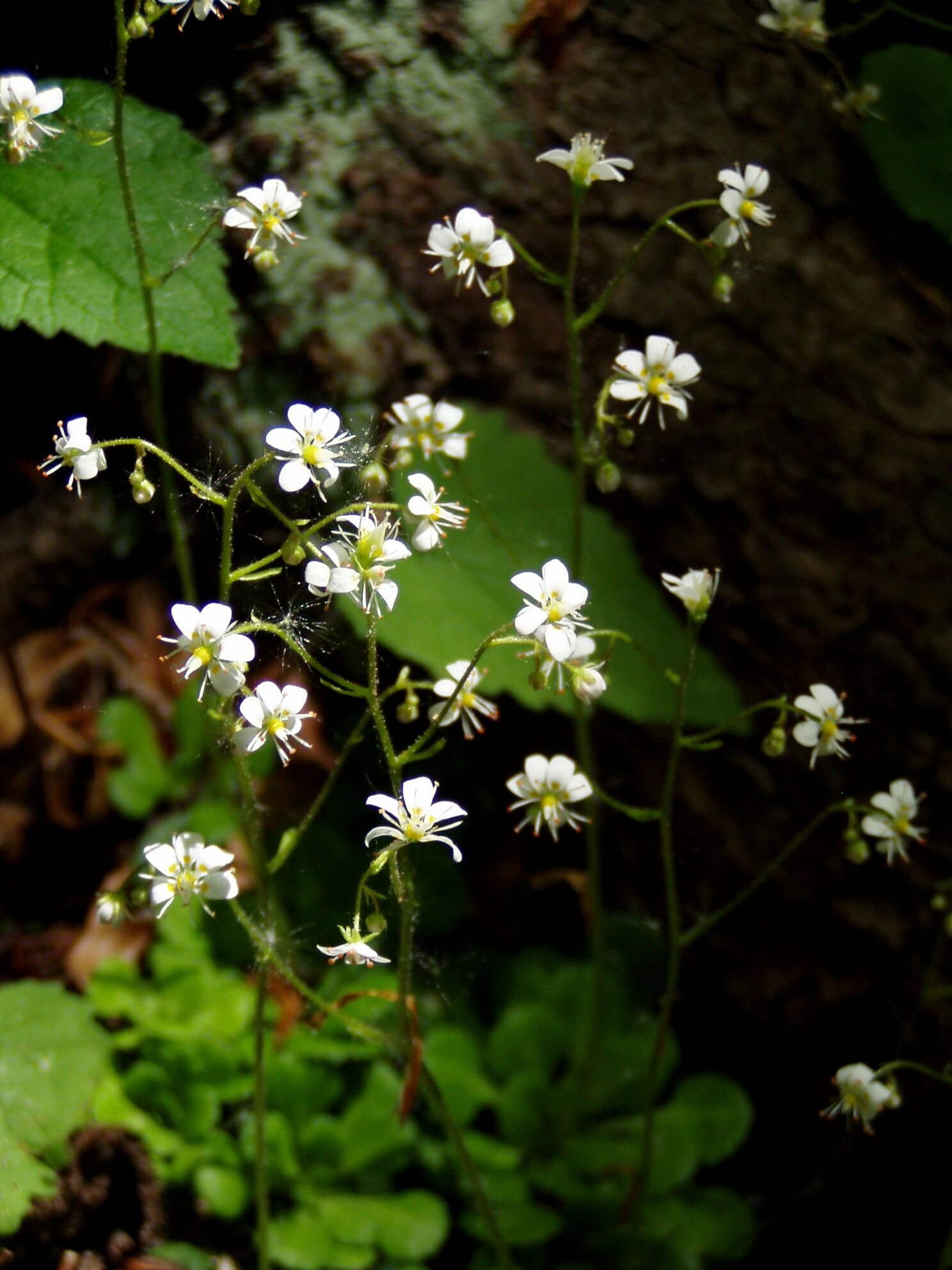
Blütenstand

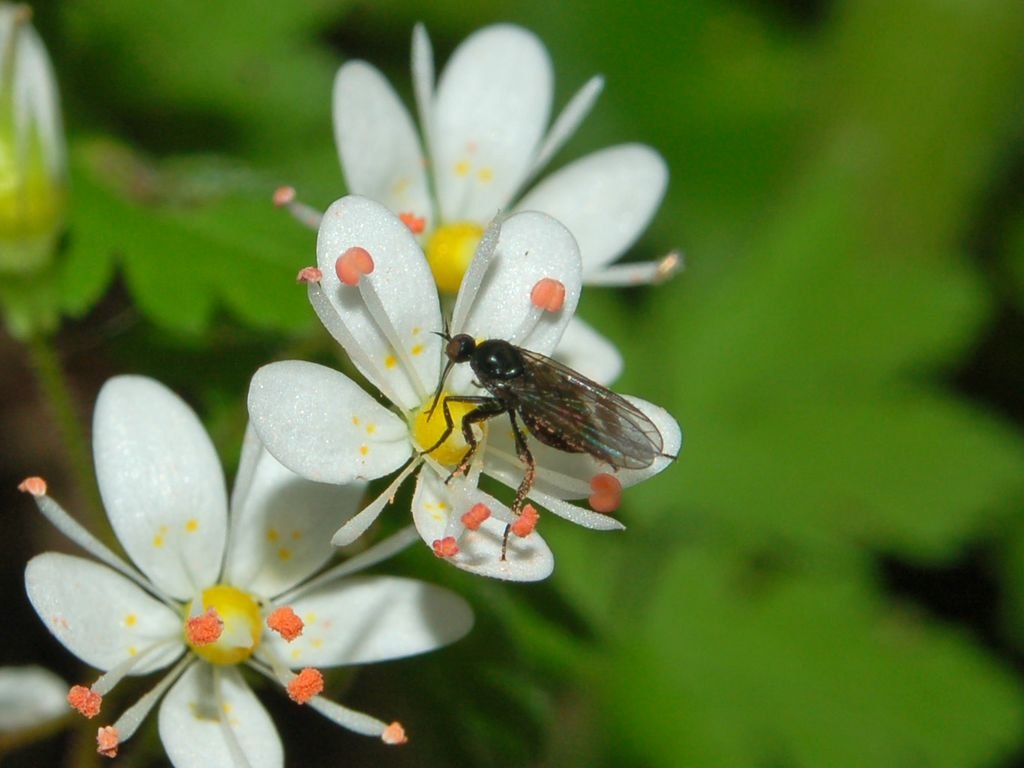
Radiärsymmetrische Blüten

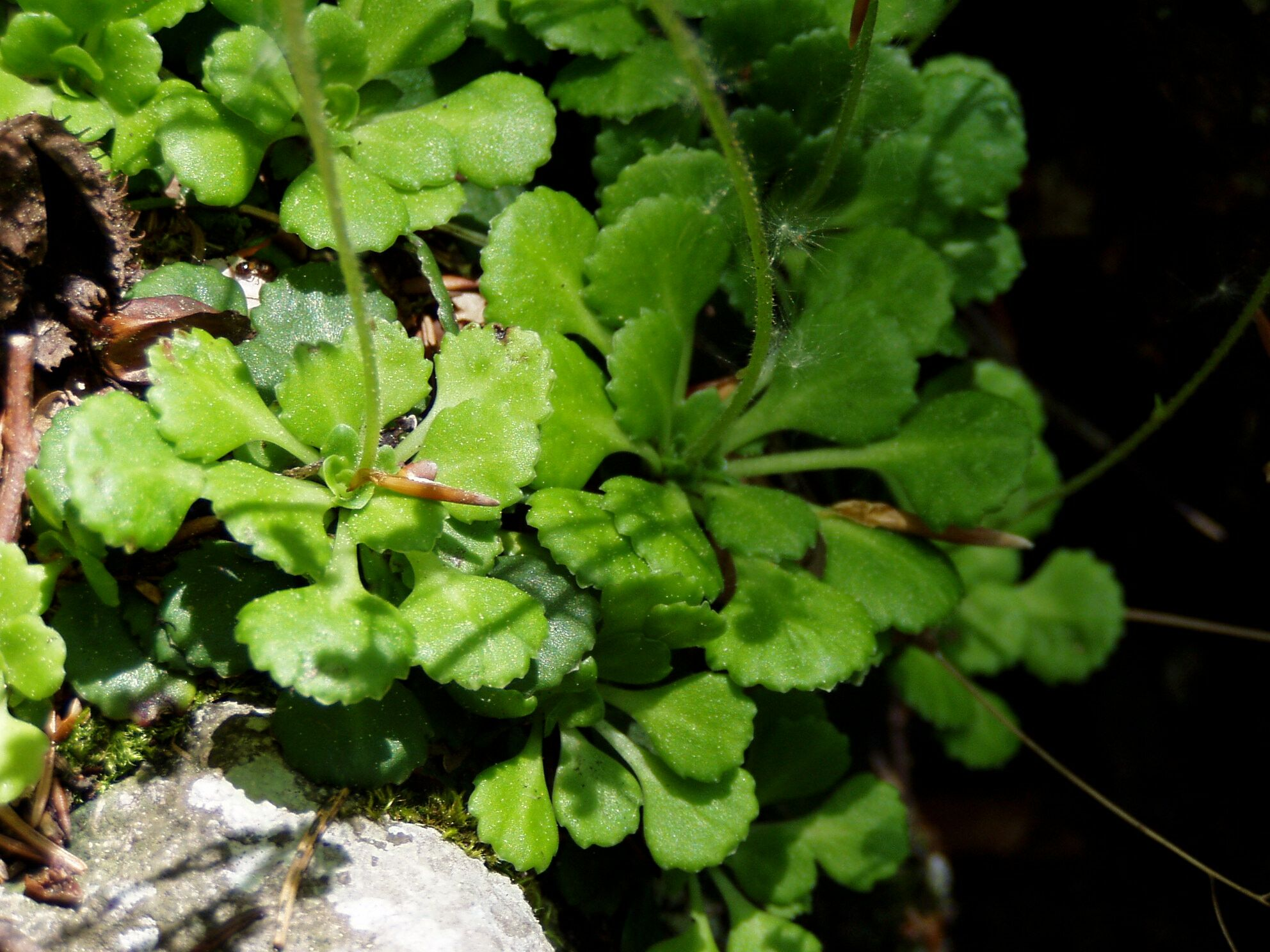
Blattrosetten der Unterart Saxifraga cuneifolia subsp. robusta

### Vegetative Merkmale
Der Keilblatt-Steinbrech ist eine ausdauernde krautige Pflanze und erreicht Wuchshöhen von 10 bis 20 Zentimetern. Ein Pflanzenexemplar bildet durch Ausläufer mit Niederblättern lockere Rasen mit zahlreichen Blattrosetten.
Die wechselständig in einer grundständigen Blattrosette angeordneten Laubblätter sind in Blattstiel und -spreite gegliedert. Die Grundblätter besitzen keine Kalk absondernden Grübchen, jedoch einen hellen bis gelblichen Knorpelrand. Der Blattstiel ist 1 bis 2 Millimeter breit und meist so lang bis doppelt so lang wie die Spreite und ist nur ganz am Grund bewimpert und sonst kahl. Die schwach fleischige bis ledrige Blattspreite ist in den kahlen Blattstiel verschmälert. Die einfache, kahle Blattspreite ist bei einer Länge von 0,5 bis 1,5 Zentimeter breit-spatelförmig, verkehrt-eiförmig oder rundlich mit keilförmiger Spreitenbasis. Der Blattrand ist im unteren Drittel ganzrandig, davor meist mit zwei bis sechs Zähnen gesägt oder gekerbt, wobei der Endzahn ist stumpfer und oft kürzer als die seitlichen. Die überwinternden Laubblätter sind auf der Unterseite meist violett.

### Generative Merkmale
Die Blütezeit reicht von Mai bis August oder in der Schweiz nur bis Juli. Der aufrechte Blütenstandsschaft ist blattlos. Der locker rispige verzweigte Blütenstand ist häufig flaumig drüsig behaart. Die Blütenstiele sind lang und dünn.
Die zwittrige Blüte ist radiärsymmetrisch und fünfzählig mit doppelter Blütenhülle. Die fünf Kelchblätter sind 1,5 bis 2 Millimeter lang und zur Blütezeit herabgeschlagen. Die fünf ausgebreiteten Kronblätter sind weiß, sie besitzen nahe ihrer Basis meist gelbe Punkte und sind mit einer Länge von 2,5 bis 4 Millimetern 1,5- bis 2,5-mal so lang wie die Kelchblätter und länglich-elliptisch. Die zehn Staubblätter sind kürzer als die Kronblätter und haben Filamente, die spatelig gegen die Spitze verbreitert sind. Der Fruchtknoten ist oberständig.
Die Kapselfrucht ist bei einer Länge von 5 bis 6 Millimetern eiförmig oder länglich-eiförmig. Sie ist zweihörnig und zerfällt bei der Reife nicht. Die braunen oder schwarzen Samen sind bis zu 1 Millimeter lang mit papillöser Oberfläche.
Die Chromosomenzahl beträgt 2n = 28.

## Ökologie
Beim Keilblatt-Steinbrech handelt es sich um einen Chamaephyten.
Die Bestäubung erfolgt durch Insekten.

## Vorkommen
Der Keilblatt-Steinbrech kommt vom nordwestlichen Spanien (Sierra Meirama) über die Pyrenäen und Cevennen sowie über die Alpen und dem nördlichenApennin bis nach Kroatien sowie Bosnien und Herzegowina vor. Weitere Vorkommen gibt es in den östlichen und den Südkarpaten. Er besitzt ursprüngliche Vorkommen in Spanien, Frankreich, Italien, in der Schweiz, in Österreich, Slowernien, Kroatien, Bosnien-Herzegowina und Rumänien. In Deutschland kommt die Art selten aus Steingärten verwildert vor.
In Österreich ist er in den südlichen Alpengebieten häufig, ansonsten zerstreut bis selten, und kommt in Kärnten, Salzburg, Osttirol sowie Vorarlberg vor. Die in Österreich vorkommende Sippe ist die Unterart Saxifraga cuneifolia subsp. robusta D.A.Webb. Sie kommt auch in Südtirol vor.
Der Keilblatt-Steinbrech wächst in Wäldern, auf beschatteten Felsen und Felsblöcken. Er kommt hauptsächlich an luftfeuchten Standorten mit humosen und kalkarmen Böden der montanen bis alpinen Höhenstufe vor. Er gedeiht in Pflanzengesellschaften der Unterverbände Galio-Abietenion oder Lonicero-Fagenion.
Die ökologischen Zeigerwerte nach Landolt et al. 2010 sind in der Schweiz: Feuchtezahl F = 3+ (feucht), Lichtzahl L = 2 (schattig), Reaktionszahl R = 2 (sauer), Temperaturzahl T = 2+ (unter-subalpin und ober-montan), Nährstoffzahl N = 2 (nährstoffarm), Kontinentalitätszahl K = 2 (subozeanisch).

## Systematik
Die Erstveröffentlichung erfolgte 1759 durch Carl von Linné in Systema Naturae, 10. Auflage, 2, S. 1026 oder 1762 in Species Plantarum, 2. Auflage, S. 574.
Je nach Autor gibt es bei Saxifraga cuneifolia zwei Unterarten:
- Saxifraga cuneifolia L. subsp. cuneifolia: Es gibt Fundortangaben nur für in Frankreich und Italien.[3]
- Saxifraga cuneifolia subsp. robusta D.A.Webb: Sie kommt von den Pyrenäen über die Alpen bis zum früheren Jugoslawien und bis zu den Südkarpaten vor. Es gibt Fundortangaben für Spanien, Andorra, Frankreich, Monaco, Italien, die Schweiz, Liechtenstein, Österreich, Slowenien, Bosnien und Herzegowina, Kroatien sowie Rumänien.[3]